# Nomophylax
Le nomophylax (en grec ancien : νομοφύλαξ, « Gardien des lois ») a d’abord été un magistrat au sein d’un collège qui a sans doute fonctionné quelque temps dans l’Athènes antique, au Ve siècle av. J.-C. ; cette fonction est surtout attestée hors d’Athènes ; Platon évoque cette institution dans les Lois, et Aristote la signale comme plus ou moins propre aux États oligarchiques. Dans l'Empire byzantin, entre le XIe siècle et le XVe siècle, ce fut un important poste juridique, placé à un rang élevé dans la hiérarchie impériale.

## Histoire
La fonction de nomophylax est créée par l'empereur Constantin IX Monomaque, par la novelle de 1045, à l'attention de Jean Xiphilin, le futur patriarche de Constantinople. L'obtention de ce poste confère une très grande autorité et représente une haute distinction. Le nomophylax préside l'école de droit de Constantinople, est membre du Sénat, détient le siège à côté de l’epi ton kriseon (ἐπὶ τῶν κρίσεων) et se voit accorder un salaire annuel (roga) de quatre livres d'or ainsi qu'une tunique de soie. À cela s'ajoutent les nombreuses donations impériales et cadeaux. L'autorité du poste est renforcée par la suite, en précisant les rares cas dans lesquels son titulaire pouvait être congédié.
Toutefois, le poste ne perdure pas dans sa conception originale. Il est rapidement associé au droit ecclésiastique, jouissant d'une position intermédiaire entre les administrations civiles et ecclésiastiques selon J. Darrouzès. Ainsi, au XIIe siècle, il est détenu par plusieurs canonistes importants comme Alexis Aristénos, Neilos Doxapatrès et Théodore Balsamon. Au XIVe siècle, il existe un nomophylax civil et un nomophylax ecclésiastique, ce dernier étant proche d'une autre fonction ecclésiastique judiciaire, le dikaiophylax.